# گلن اوکس (آریزونا)
گلن اوکس (به انگلیسی: Glen Oaks) یک منطقهٔ مسکونی در ایالات متحده آمریکا است که در آریزونا واقع شده‌است. گلن اوکس ۱٬۶۷۵ متر بالاتر از سطح دریا واقع شده‌است.